# Sadamasa Motonaga
 (juin 2015).
Si vous disposez d'ouvrages ou d'articles de référence ou si vous connaissez des sites web de qualité traitant du thème abordé ici, merci de compléter l'article en donnant les références utiles à sa vérifiabilité et en les liant à la section « Notes et références ».
Sadamasa Motonaga (元永 定正, Motonaga Sadamasa), né le 26 novembre 1922 dans la Préfecture de Mie et mort le 3 octobre 2011 à Kobe, est un artiste japonais. 
Il est un des membres fondateurs du mouvement d'avant-garde Gutaï.

## Biographie
En 1940, Sadamasa Motonaga étudie les Beaux-Arts à Nakano-shima à Ōsaka.
Dès la fondation du mouvement, il adhère à Gutaï et participe à sa première exposition à Tokyo en 1955. 
Ses œuvres réhabilitent les matériaux bruts comme les clous et le bois.
Il expose ses œuvres à Tokyo, Kyōto, New York, Turin, Washington à partir de 1959. À partir de 1980, il expose et participe à des rétrospectives de Gutaï au Japon et dans le monde entier.